# インテグリン結合キナーゼ
インテグリン結合キナーゼまたはインテグリン連結キナーゼ（インテグリンけつごう/れんけつキナーゼ、英: integrin-linked kinase、略称: ILK）は、ヒトではILK遺伝子にコードされるタンパク質であり、インテグリンを介したシグナル伝達に関与している。ILK遺伝子の変異は、心筋症と関係している。59 kDaのタンパク質であり、インテグリンβ1をベイトタンパク質とした酵母ツーハイブリッド法によって同定された。ILKは、細胞遊走、増殖、接着など複数の細胞機能と関係していることが知られている。
ILKはRaf様キナーゼのサブファミリーである。ILKの構造は、N末端の5つのアンキリンリピート、ホスホイノシチド結合モチーフ、C末端の触媒ドメインという3つの構造的特徴を持つ。インテグリンは酵素活性を欠いており、タンパク質へのシグナル伝達はアダプタータンパク質に依存している。ILKはβ1、β3インテグリンの細胞質ドメインに結合する。ILKはセリン/スレオニンキナーゼであることが記載されているものの、キナーゼ活性に重要なモチーフは未同定である。ILKは発生の調節や組織の恒常性に関与していると考えられているが、ハエ、線虫、マウスではILKのキナーゼ活性はこれらの過程に必要ではない。
動物のILKは筋肉の発達を制御するPINCH-parvin複合体に結合している。ILKを欠失したマウスは組織的な筋細胞の発生が行われないため胚性致死となる。哺乳類ではILKは触媒活性を欠くが、フォーカルアドヒージョンの足場タンパク質の機能をサポートする。動物とは異なり、植物には複数のILKの遺伝子が存在する。ILKは発がん性を有することが知られており、セリン/スレオニンホスファターゼの活性を制御する。

## 主な特徴
インテグリンを介した細胞外マトリックスのシグナルの伝達は細胞内と細胞外の機能に影響を与え、そしてそれにはインテグリンの細胞質ドメインと細胞内タンパク質との相互作用が必要なようである。ILKはβ1インテグリンの細胞質ドメインと相互作用する。この遺伝子には選択的スプライシングによる複数のバリアントが報告されている。C末端のキナーゼドメインは実際にはアダプター機能をもつ偽キナーゼであることが示されている。ILKは中心体に局在し、紡錘体の組織化を調節していることが判明している。
ILKは次に挙げる因子と相互作用することが示されている。
- ACP6（英語版）[16]
- AKT1（英語版）[17][18][19]
- ILKAP（英語版）[20]
- LIMS1（英語版）[21][22]

## 植物のILK1の機能
ILKは多くの膜貫通受容体と相互作用し、さまざまなシグナル伝達カスケードを調節する機能を果たす。ILK1は大部分の植物の根系に存在し、細胞膜と小胞体に局在して膜を越えたイオンの輸送に関与している。植物のILK1にはキナーゼ活性があり、浸透圧ストレスと塩ストレスの制御、栄養素の取り込みの制御、病原体の検知を担う。

### 浸透圧・塩ストレス
ILK1は高浸透圧ストレス感受性と関連しており、高塩濃度溶液中での塩ストレスを低減する。発生中での高塩濃度への曝露の有無にかかわらず、ILK1の濃度は比較的一定である。高塩濃度下ではK+の蓄積は低下すると考えられてきたが、K+の恒常性は高塩濃度条件でも影響を受けず、高塩ストレスの期間中もILK1の存在下でK+濃度は既存のレベルに維持される。22アミノ酸からなり、病原体関連分子パターン（PAMP）として機能するフラジェリンペプチドflg22による根の成長阻害にはカリウムの輸送が必要であり、ILK1の機能を欠損した変異体では比較的大きなカリウムの喪失が見られた。

### 栄養素の取り込み
K+は植物細胞の浸透圧、膜電位の維持、膨圧を担い、気孔の運動や植物内の細管の成長を媒介する。光合成や他の代謝経路もカリウムによって制御されている。十分なK+の取り込みが行われない場合には、PAMPが活性化される。カルモジュリン、具体的にはCML9がILK1と相互作用して細胞内のカリウムレベルを調節する重要な遺伝子として発見されている。CML9は主にCa2+を調節するが、未同定のK+/Ca2+流入チャネルとも関連している。CML9とILK1との間には相互作用が存在することが知られており、CML9の添加によってILK1の自己リン酸化は消失する。

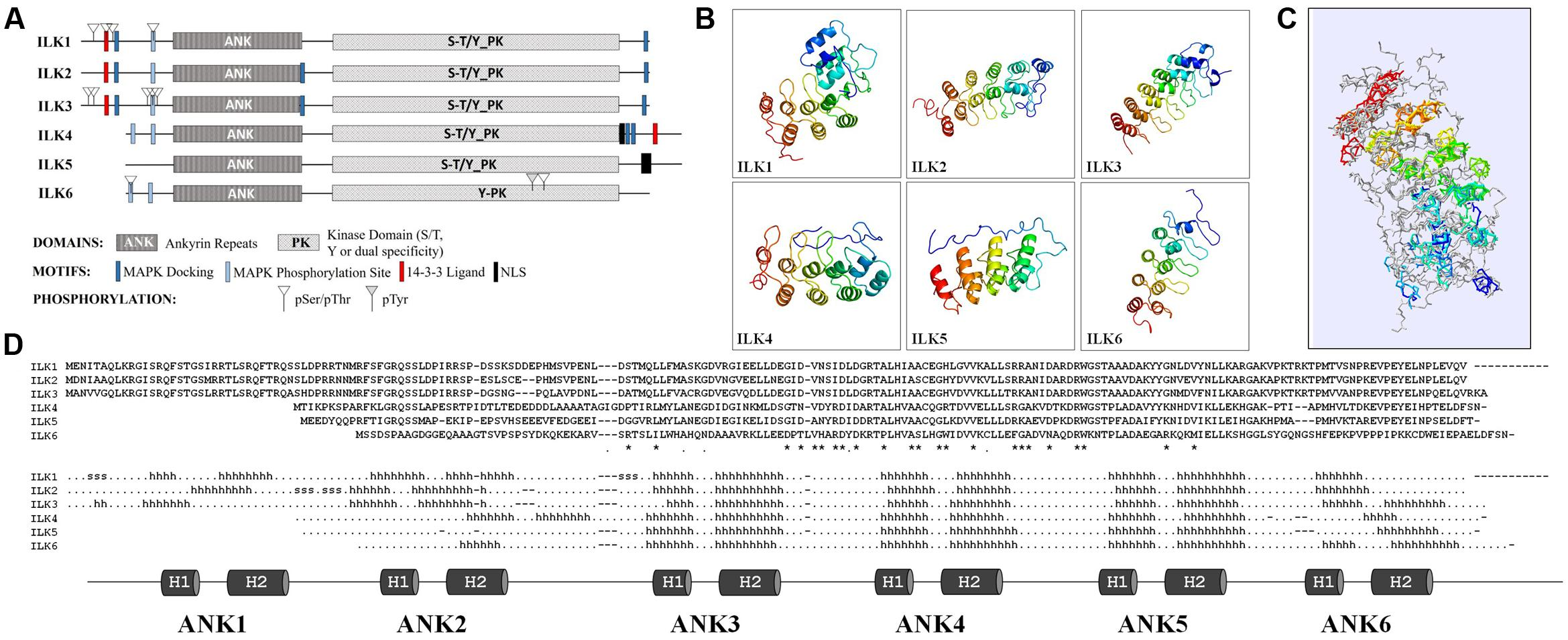
A) シロイヌナズナのILKのタンパク質配列の模式図。B) ILKのリピートの立体構造予測。青がN末端側で赤がC末端側。C) 立体構造の重ね合わせ。D) ILKのアミノ酸配列。

### 病原体の検知
ILK1は細菌病原体に対する耐性を促進することが知られている。ILK1は苗のflg22感受性に必要である。触媒的に不活性型のILK1が接種された植物は活性型のILK1が接種された植物よりも細菌感染に弱く、ILK1が細菌の病原体の検出に必要であることが示唆されている。ILK1は病原菌の検出には関与している一方で、それによって誘導される防御機構には利用されていない。
ILK1は、MPK3やMPK6のリン酸化を介してPAMPへの応答や基底レベルの免疫応答を高め、活性酸素種の産生にも独立して作用する。また、HAK5などの高親和性カリウム取り込みトランスポーターもflg22シグナルの伝達に不可欠であることが判明している。HAK5はカリウムレベルが低いときに機能する。flg22に対する応答として、HAK5はILK1とともに細胞膜を脱分極させてイオンの恒常性を媒介し、成長やその抑制などの短期的・長期的な作用を助けることが示されている。

## 関連文献
- “Cell-substrate interactions and signaling through ILK”. Current Opinion in Cell Biology 12 (2):  250–6. (April 2000). doi:10.1016/S0955-0674(99)00083-6. PMID 10712922.
- “The role of integrin-linked kinase (ILK) in cancer progression”. Cancer Metastasis Reviews 22 (4):  375–84. (December 2003). doi:10.1023/A:1023777013659. PMID 12884912.
- “Stretching to meet needs: integrin-linked kinase and the cardiac pump”. Genes & Development 20 (17):  2327–31. (September 2006). doi:10.1101/gad.1472506. PMID 16951248.
- “Mapping of the gene encoding the integrin-linked kinase, ILK, to human chromosome 11p15.5-p15.4”. Genomics 42 (1):  177–9. (May 1997). doi:10.1006/geno.1997.4719. PMID 9177792.
- “Identification and characterization of a mouse protein kinase that is highly homologous to human integrin-linked kinase”. Biochimica et Biophysica Acta 1358 (3):  215–20. (October 1997). doi:10.1016/S0167-4889(97)00089-X. PMID 9366252.
- “ILK (beta1-integrin-linked protein kinase): a novel immunohistochemical marker for Ewing's sarcoma and primitive neuroectodermal tumour”. Virchows Archiv 433 (2):  113–7. (August 1998). doi:10.1007/s004280050225. PMID 9737788.
- “The LIM-only protein PINCH directly interacts with integrin-linked kinase and is recruited to integrin-rich sites in spreading cells”. Molecular and Cellular Biology 19 (3):  2425–34. (March 1999). doi:10.1128/mcb.19.3.2425. PMC 84035. PMID 10022929.
- “Inhibitory phosphorylation site for Rho-associated kinase on smooth muscle myosin phosphatase”. The Journal of Biological Chemistry 274 (52):  37385–90. (December 1999). doi:10.1074/jbc.274.52.37385. PMID 10601309.
- “Cloning of an isoform of integrin-linked kinase (ILK) that is upregulated in HT-144 melanoma cells following TGF-beta1 stimulation”. Oncogene 19 (27):  3069–77. (June 2000). doi:10.1038/sj.onc.1203640. PMID 10871859.
- “Solution structure of the focal adhesion adaptor PINCH LIM1 domain and characterization of its interaction with the integrin-linked kinase ankyrin repeat domain”. The Journal of Biological Chemistry 276 (7):  4932–9. (February 2001). doi:10.1074/jbc.M007632200. PMID 11078733.
- “Inhibition of insulin-induced activation of Akt by a kinase-deficient mutant of the epsilon isozyme of protein kinase C”. The Journal of Biological Chemistry 276 (17):  14400–6. (April 2001). doi:10.1074/jbc.M011093200. PMID 11278835.
- “Integrin-linked kinase (ILK) binding to paxillin LD1 motif regulates ILK localization to focal adhesions”. The Journal of Biological Chemistry 276 (26):  23499–505. (June 2001). doi:10.1074/jbc.M102163200. PMID 11304546.
- “A new focal adhesion protein that interacts with integrin-linked kinase and regulates cell adhesion and spreading”. The Journal of Cell Biology 153 (3):  585–98. (April 2001). doi:10.1083/jcb.153.3.585. PMC 2190577. PMID 11331308.
- “A novel integrin-linked kinase-binding protein, affixin, is involved in the early stage of cell-substrate interaction”. The Journal of Cell Biology 153 (6):  1251–64. (June 2001). doi:10.1083/jcb.153.6.1251. PMC 2192033. PMID 11402068.
- “Regulation of Akt/PKB activation by tyrosine phosphorylation”. The Journal of Biological Chemistry 276 (34):  31858–62. (August 2001). doi:10.1074/jbc.C100271200. PMID 11445557.